# Koninklijk Nederlands Vervoer
Koninklijk Nederlands Vervoer (KNV) is de werkgeversorganisatie voor het Nederlandse beroepspersonenvervoer. 
Als overkoepelende organisatie vertegenwoordigt KNV diverse vervoerssectoren, waaronder zorgvervoer, taxivervoer, touringcarvervoer, openbaar vervoer en multimodale mobiliteit (zoals deelmobiliteit en Mobility as a Service). 

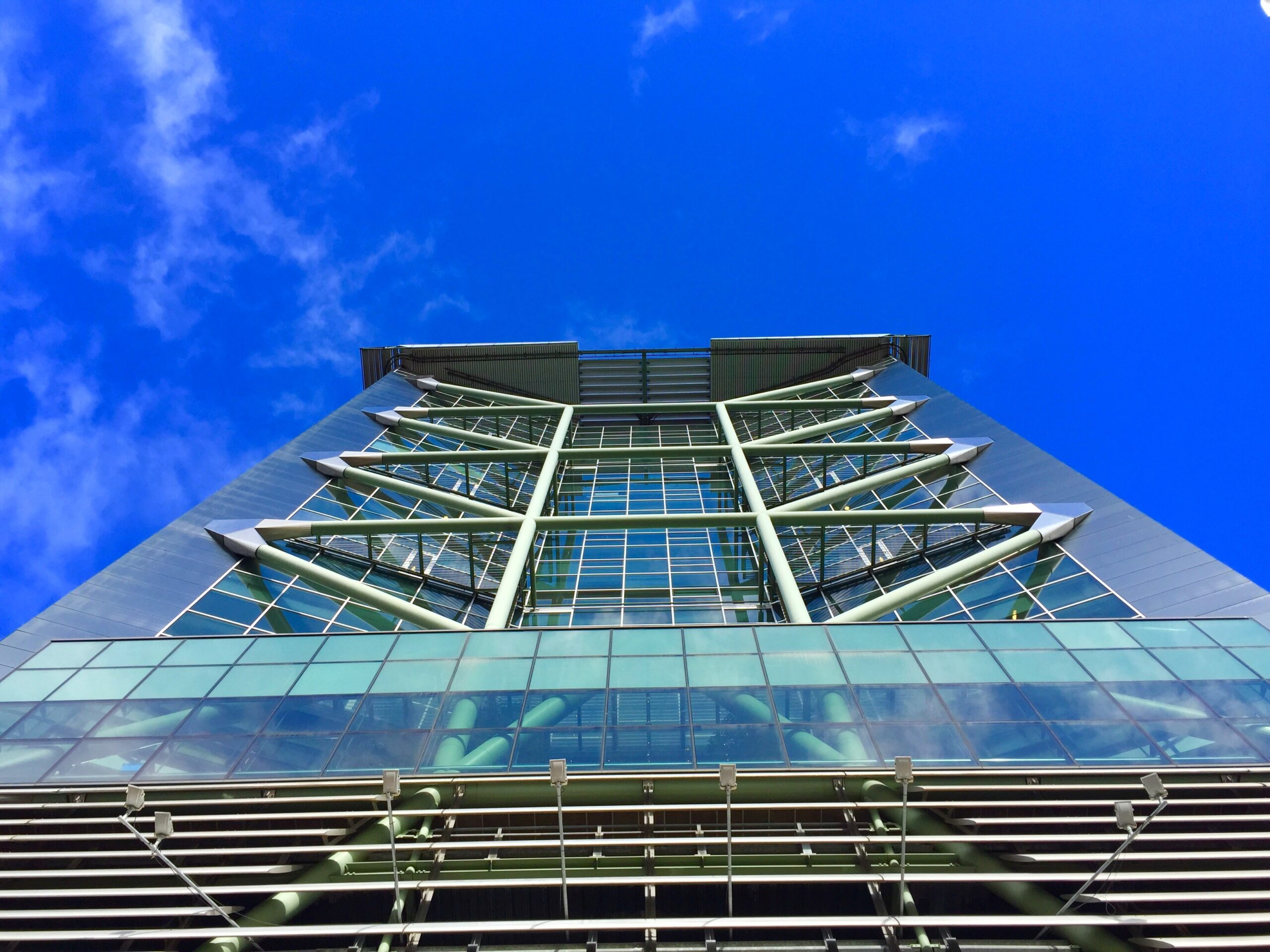
Koninklijk Nederlands Vervoer is gehuisvest in De Malietoren in Den Haag

KNV behartigt de gemeenschappelijke en individuele belangen van haar leden.
KNV is verantwoordelijk voor het afsluiten van meerdere cao's, zoals de 'CAO Zorgvervoer en Taxi' en de 'CAO Besloten Busvervoer'. Voor haar leden organiseert KNV informatiebijeenkomsten en geeft ze twee tijdschriften uit (maandblad 'Nederlands Vervoer' voor het personenvervoer en tweemaandelijks 'TransportVisie' voor het goederenvervoer).

## Geschiedenis
KNV is een voortzetting van de eerdere KNVTO (Koninklijke Nederlandse Vereniging van Transportondernemingen). De vroegste voorloper van deze vereniging, de 'Nederlandsche Vereeniging voor Locaalspoorwegen en Tramwegen' (NVLT) genaamd, werd opgericht op 21 maart 1881. Directe aanleiding hiervoor was de aanleg van de eerste wegen en spoorwegen. Pionierende vervoerspartijen zagen al snel organisatorisch voordeel in het bundelen van hun krachten. KNV is hiermee een van de oudste brancheverenigingen van Nederland.
In april 2009 bleken Transport en Logistiek Nederland (TLN) en de KNV tot een samenwerking te willen geraken.

## Brancheverenigingen
Anno 2024 omvat KNV de brancheverenigingen KNV Zorgvervoer en Taxi, Busvervoer Nederland en KNV Connected Mobility. KNV vervult daarnaast ondersteunende taken voor de branchevereniging voor het openbaar vervoer, OV-NL, en beheert meerdere stichtingen, kwaliteitskeurmerken en verenigingen.
KNV Zorgvervoer en Taxi vertegenwoordigt 70% van de Nederlandse bedrijfstak. Busvervoer Nederland vertegenwoordigt 85% van de Nederlandse bedrijfstak.

## Maatschappelijke rol
Leden van KNV spelen een belangrijke maatschappelijke rol in het mobiliteitslandschap van Nederland. Het personenvervoer is voor veel mensen een onmisbaar toegangsportaal tot werk, zorg, school en ontspanning.
- Wekelijks brengen 22.000 werknemers en 9.000 zelfstandigen in de taxibranche 1 miljoen mensen naar werk, school, dagbesteding, zorg, uitjes, familie en vrienden.
- Alle touringcarbedrijven samen leggen jaarlijks 6,9 miljard reizigerskilometers af: 4,8 miljard binnen Nederland en 2,2 miljard in het buitenland.
- Het openbaar vervoer is jaarlijks goed voor bijna 21 miljard reizigerskilometers op Nederlands grondgebied: 15,8 miljard met de trein, 5 miljard met de bus, tram of metro.[3]

In Nederland werken naar schatting ongeveer 100.000 mensen in de sectoren openbaar vervoer, taxi- en zorgvervoer en touringcarvervoer.

## Mobiliteitstransitie
Koninklijk Nederlands Vervoer heeft een sterke focus op het verduurzamen en digitaliseren van mobiliteit. Innovatie en de integratie van vervoersvormen staan centraal in KNV's bijdrage aan de huidige mobiliteitstransitie. 
"Digitalisering, verduurzaming en eisen aan leefbaarheid veranderen de manier waarop mensen reizen. Het slim verbinden van verschillende vervoersvormen vormt de mobiliteit van de toekomst."
De mobiliteitstransitie is de overgang naar een efficiënt, duurzaam en slim verbonden vervoerssysteem, dat bijdraagt aan de klimaatdoelen en lange termijnoplossingen biedt voor de toenemende vraag naar mobiliteit. 

### KNV Connected Mobility
Om op deze ontwikkelingen vooruit te lopen lanceerde KNV in 2024 de branchevereniging KNV Connected Mobility. 
'Connected Mobility' is het verbinden en combineren van verschillende vervoerswijzen om zo een efficiënte en duurzame verplaatsing te creëren. 
Binnen KNV Connected Mobility komen bestaande en nieuwe marktpartijen bij elkaar om de overgang naar een gezond ecosysteem voor slimme mobiliteit aan te jagen en te bewaken.

## Samenwerking
KNV is aangesloten bij diverse nationale en internationale belangenorganisaties, zoals de Mobiliteitsalliantie, de landelijke werkgeverskoepel VNO-NCW, de IRU (International Road Transport Union) en de UITP (de wereldwijde koepel voor openbaarvervoerbedrijven). 

## Bestuur
Directeur van KNV is Carlo Cahn. Voorzitter is Fred Teeven.